# Taliya Sports Club
O Taliya Sports Club é um clube de futebol com sede em Hama, Síria. A equipe compete no Campeonato Sírio de Futebol.

## História
O clube foi fundado em 1941.